# Gottlob Traugott Gabler
Gottlob Traugott Gabler (* 27. März 1800 in Großhelmsdorf; † 24. Juni 1849 in Freyburg (Unstrut)) war evangelischer Kantor zu Freyburg (Unstrut) und Ortschronist.

## Leben
Gabler wurde in Großhelmsdorf bei Eisenberg als Sohn eines Lehrers geboren. 1821 siedelte er nach Freyburg über und trat hier die Stelle eines Vikars an. Kurze Zeit später nahm er auch das Kantorenamt. Als Stadtchronist erwarb sich Gabler große Verdienste. Er verfasste Bücher über Freyburg, die aufgrund des Fehlens jüngerer Publikationen noch heute Grundlage der Lokalgeschichtsforschung sind. 1845 wurde er in den Ruhestand versetzt und verstarb erst 49-jährig an Schwindsucht.

## Werke
- Freyburg: Stadt und Schloss, nebst ihren Umgebungen. Band 1, verlegt von Heinrich August Schmid, Querfurt 1836/1838
- Freyburg: Kirche, Schule und fromme Stiftungen, nebst der damit in Verbindung stehenden Kirchen- und Reformations-Geschichte der Stadt und Diöces, Band 2, verlegt von Heinrich August Schmid, Querfurt 1839
- Die Fürstengruft auf Neu-Augustusburg, oder: die Herzöge von Sachsen-Weißenfels und Querfurt. Verlag C. F. Meusel, 1844 (Digitalisat)
- Spaziergang auf den Freyburger Bergen zur Biedermeierzeit. In: Heimatkalender Querfurt. Band 7, 1928, S. 76–81